# Kandy Fong
Kandy Fong es una escritora de fan fiction y cineasta amateur estadounidense. Ella creó los primeros vídeos de fans en 1975, una presentación de diapositivas de imágenes de Star Trek con música. Se le atribuye la creación del concepto de "mash-ups", editando un programa de televisión o una película desconectando las imágenes de la banda sonora original y reeditándolas en una canción para contar una nueva historia. La práctica de medios de Fong incluye la edición de revistas, la redacción de cuentos, la creación de presentaciones de diapositivas y sketches cómicos.

## La Federación Unida de Phoenix
Mientras asistía a la Universidad Estatal de Arizona en 1973, un anuncio en el periódico obligó a Fong a unirse a un grupo de estudiantes para formar un club de fans de Star Trek. Este club se convertiría en la Federación Unida de Phoenix (UFP), que se erige como el club de fans de Star Trek más antiguo del mundo.

## What do you do with a drunken Vulcan?
Fong construyó su primera presentación de diapositivas con otro miembro de la UFP, John Fong, que tenía una colección de tomas descartadas de la serie original de Star Trek. En colaboración con otros miembros del club, Fong montó fotogramas de una pista de audio grabada, que incluía una narración escrita y leída por Fong y, en particular, una interpretación a capela de la canción popular "What do you do with a drunken Vulcan?" La primera presentación pública de la misma presentación de diapositivas tuvo lugar en 1975   en una convención de Star Trek dirigida por fans. A medida que se desarrolló su práctica, Fong se interesó en grabar en vídeo sus actuaciones y desarrolló una técnica de dos proyectores que permitía fundidos suaves entre diapositivas.

### Correspondencia con Gene Roddenberry
En Equicon, Gene Roddenberry expresó interés en las presentaciones de diapositivas. Roddenberry había estado tratando de convencer a Paramount Studios de que había demanda para una película de Star Trek y le concedió permiso a Fong para continuar haciendo presentaciones de diapositivas. Los dos mantuvieron correspondencia con Roddenberry, quien le proporcionó tomas descartadas de diapositivas de Star Trek.

### Both Sides Now
Both Sides Now coloca imágenes del Sr. Spock en una interpretación grabada de la canción principal de Leonard Nimoy. Fong dice que su actuación de Both Sides Now se inspiró en el vídeo musical del sencillo "Strawberry Fields Forever" de los Beatles. Al igual que con el trabajo de Fong, este clip promocional de 1967 interpreta una canción con imágenes que no representan la interpretación de la canción por parte del artista. En una entrevista con la académica de estudios de medios Francesca Coppa, Fong describió su interpretación de la actuación:
Spock es un personaje dual: mitad humano, mitad vulcano. En parte  intentando seguir a la Flota Estelar y en parte tratando de hacer todo el asunto con sus padres. Los dos lados de él. Y luego está Chapel, y luego está T'Pring, y luego está Kirk. Hay tantos lados diferentes en él que "Both Sides Now" (Ambos Lados Ahora) — está tratando de ser ambos lados ahora. Y parecía que le sentaba muy bien.

## Exposiciones
La grabación de video de Fong para Both Sides Now se incluyó en la exposición Cut Up de 2013 en el Museo de la Imagen en Movimiento en Queens. También se ha expuesto en la Galería de Arte de Vancouver. 